# God Told Me To
God Told Me To es un álbum de estudio del guitarrista estadounidense John 5, publicado el 8 de mayo de 2012. Contiene una versión instrumental de la canción Beat It de Michael Jackson.

## Lista de canciones
| N.º | Título                               | Duración |  |
| 1.  | «Welcome to Violence»                | 4:15     |  |
| 2.  | «Beat It» (Cover de Michael Jackson) | 4:14     |  |
| 3.  | «Ashland Bump»                       | 3:19     |  |
| 4.  | «Killafornia»                        | 4:13     |  |
| 5.  | «The Castle»                         | 3:17     |  |
| 6.  | «The Hill of the Seven Jackals»      | 4:04     |  |
| 7.  | «Noche Acosador»                     | 3:22     |  |
| 8.  | «The Lust Killer»                    | 5:01     |  |
| 9.  | «The Lie You Live»                   | 4:23     |  |
| 10. | «Creepy Crawler»                     | 4:52     |  |